# ドン・ウィルソン (ギタリスト)
ドナルド・リー“ドン”・ウィルソン（Donald Lee "Don" Wilson, 1933年2月10日 - 2022年1月22日）は、アメリカ合衆国ワシントン州タコマ出身のギタリスト。ザ・ベンチャーズのオリジナルメンバーでリズムギター担当。

## 略歴
最初に手にした楽器はティップルという10弦の楽器で、その後トミー・ドーシーに憧れてトロンボーンのレッスンを受ける。やがてティップルからギターに持ち替え、高校時代にレスリングの選手としてステートチャンピオンを目指す。高校卒業後は片手間仕事を務めた後に陸軍に入隊、マーチングバンドのメンバーとしてトロンボーンを担当する。除隊後は中古車のセールスマンや建築現場の仕事をしながらギターの練習を重ねる。
1959年、当時勤務していた中古車ディーラーにたまたま訪れたボブ・ボーグルと出会い、たまたまリアシートに載せてあったギターケースを見つけたことから、音楽の話で二人は意気投合し、ボブの口利きによってボブが勤務していた建設会社に転職、そして夜はさまざまなパーティやクラブなどで演奏するようになった（当時のレパートリーはレス・ポールやチェット・アトキンスなどをアレンジした物）。そしてドンの母親ジョシーの助力を得て、プライベートレーベル（現在で言うところの「インディ・レーベル」） BlueHorizon を立ち上げる。結成当時は Versatones（ヴァーサトーンズ）、ザ・インパクツを名乗っていたが、後にジョシーのアイデアにより、The Ventures（ザ・ベンチャーズ）と改名。以後グループの中心的メンバーとして、数々のヒット曲を生み出す。
ファンからは「ドンさん」の愛称で親しまれ、ステージ上ではおどけて見せたり、コミカルなシーンを演出するなど、ショーマンシップに溢れたエンターテイナーである。また、インタビューの場に於いてもウィットに富んだジョークを飛ばすなど、常にその場を和ませるムードメイカーでもあった。
好きな日本食はラーメン、すき焼き、寿司、居酒屋メニュー等である。
晩年はパソコンに熱中しており、ネットサーフィンを楽しんでいたという。また大の居酒屋好きでもあった。
高齢による体力の問題などから、2015年の来日をもってツアーの参加を引退、最後の来日となることを表明した（レコーディングなどでは今後も活動を継続する）。同年にスタートした日本ツアーで、後任としてベースを担当していたボブ・スポルディングがリズムギターにパート変更、ボブ・スポルディングの息子であるイアン・スポルディングがベーシストとして新たに加入する事が発表された。
2013～14年頃、彼の息子であるティム・ウィルソンと共に、かつて2000年から「ジェリー・マギーを除き」ベンチャーズが使用していたARIA製ベンチャーズ・モデルを買収、アメリカ本国向けにWilson Brothers Guitarsを設立、ドン自身は使用し、ティムがディストリビューターを務めている他、インディーズレーベル「Northwest Green Records」を2015年11月頃立ち上げた。
2022年1月22日、老衰のため88歳で死去。
ザ・ベンチャーズの結成メンバーの中では最後の存命者だった。

## 演奏スタイル
ドンの演奏は、基本的にギター・パートの中で常にリズムを担当するサイドギターであり、メインになることは無い。しかし、弦を掻き鳴らすノイズを盛り込んだり、歯切れのいいコードストロークを展開し、リズム・セクションの面において楽曲をリードすることから「メロディを弾かないリードギター」と言われる。近年は「パイプライン」や「ダイアモンド・ヘッド」などで、日本中にエレキブームを巻き起こしたクロマチックラン奏法（トレモロ・グリッサンド奏法とも呼ばれる。いわゆる「テケテケテケテケ…」という演奏法）の際に、最後の3〜6フレット辺りで他の弦を激しく掻き鳴らし、スプリングリバーブを暴れさせて激しい音を出すなど、リバーブというエフェクターの効果を最大限に生かした、音に劇的な効果を与える技を加えている。
使用する弦はghs社製のミディアムゲージ(.011〜.050)という太い弦を使用している。一時は.012〜.052というかなり太いゲージの弦を使用していた。演奏の際にはコードストロークでは薄めのピック、「テケテケ」の際には厚みのある物と使い分けている。インタビューで「サイドギターもその存在を主張するべきと言うのが、僕の"リズムギター論"なんだ」「リズムギターでロックンロールするということを常に考えてきた」と語っている。
なお、2000年6月にリリースされたアルバム　V-Gold 2　では、ドンのリード・ギターによる曲が3曲収められている。
アンプの音作りは極めてクリアな音質にセットしている。カノウプスから彼との共同開発によって発売されたギターアンプ"サーフリバーブ"は、アンプに内蔵されたリバーブの性能や音質を含め、彼の理想を実現したクリアな音質を持っている。エフェクターは全く使用しないが、レコーディングなどでは稀にスプリングリバーブを使用する事もあった。ステージでは、リズムギターのみならず2〜3曲歌うことが定番化している。M&Iカンパニーからリリースされたベンチャーズのアルバムの中には、ドン・ウィルソンのヴォーカルを全面的にフィーチャーした「The Ventures Classic Country Plus」が存在する。なお、この作品は、1996年ごろ15曲入りのカセットテープでリリースされている。また、ベンチャーズの曲で"The Twomp"という歌入り曲があるが、この曲は元々ドン・ウィルソン本人のソロ名義でリリースされていたものである。

## 使用機材

### ギター類
- モズライト・ベンチャーズモデル - 1963年後半以降より1966年まで各年代毎の個体を使用。
- モズライト・コンボ - 1967年から68年まで使用。
- フェンダー・ジャズマスター - 1962年頃から1963年まで使用した時期と、1973年から2000年代前半まで使用していた時期がある。90年代にはフェンダージャパンからシグネチャー・モデルも出ていたが、ドン自身は1973年から使い出した1967年製の個体を長く愛用していた。
- フェンダー・ストラトキャスター - 最初期（ジャズマスターを手にする以前）のメイン･ギター。
- ギブソン・SG - 1969年から1973年まで使用。
- ギブソン・ES-175
- アリアAP・ドン・ウィルソン・シグネチャー・モデル
- アリア・ベンチャーズモデル
- Wilson Brothers The Ventures Signature Model

### アンプ類
- Mosrite Award Bg-1000 - モズライト製ギターアンプ。
- Roland JC-120（スピーカー・ユニットをエレクトロボイス社製のものに交換したものを使用）
- フェンダー・バンドマスターアンプ
- カノウプス・サーフ・リバーブ・アンプ
- EVHギターズ・5150Ⅲ
- メサブギー・Triple Rectifier Solo Head - 本国アメリカツアーのみ使用。
- フェンダー・Fender Reverb'63

他グヤトーン、エルク、テスコ、ヤマハ等日本製ギターアンプも過去の来日ツアーで使用。

## エピソード
ジェフ・バクスターは1970年代から既に彼からの影響を公言していた。安定したリズムバッキングを学ぶことが出来たとインタビューで語っていたことがある。「ドンやボブのようなギタリストになりたいのですが、どうしたらいいでしょうか？」とファンレターを送ったら、「フェンダーのジャズマスターを買おう」との返事が届いたので、小遣いやアルバイトで稼いだ金を手に楽器店へメキシコ製のジャズマスターを買いに行ったという。
1959年のデビューから60年近く過ぎた現在も世界中に根強いファンを抱え、特に日本においてはエレキギターの素晴らしさ、バンド形式の新しい音楽スタイル、自分で音を出すことの楽しさを伝えた人物として、多くの人からリスペクトされている。